# Горње Винарце
Горње Винарце (алб. Vinarc i Epërm) је насеље у општини Косовска Митровица, Косово и Метохија, Република Србија.

## Историја
Винарце је на ободу алувијалне равни између Ибра и Видова Брда. Оно се дели на Горње Винарце и на Доње Винарце. Назив села забележен је 1455. године. У Горњем Винарцу има остатака порушене црквице која је, по предању, била посвећена Видовдану. Село је било хришћанско, чије се становништво одселило крајем 17. века негде у северну Србију. То старо село било је на Селишту на коме су сада њиве.

## Порекло становништва по родовима
У Горњем Винарцу има братство:
- Тунзес (20 кућа). Из племена Друштинаца из Малесије, доселили се пре шест „пасова“.
- Живковићи (9 кућа, Ђурђевдан). Дробњаци из Рујишта прешли 1923. године.[1]

## Демографија
| Година       | 1948 | 1953 | 1961 | 1971 | 1981 | 1991 |
| ------------ | ---- | ---- | ---- | ---- | ---- | ---- |
| Становништво | 155  | 162  | 210  | 295  | 336  | 457  |

|  |